# Ramersdorf-Perlach

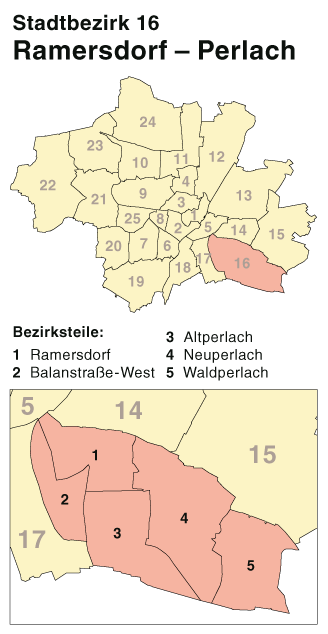
Bezirksteile

Ramersdorf-Perlach ist der Stadtbezirk 16 der bayerischen Landeshauptstadt München.
Er besteht aus den beiden ehemaligen Gemeinden Ramersdorf (eingemeindet am 1. Januar 1864) und Perlach (eingemeindet am 1. Januar 1930) sowie den beiden auf dem ehemaligen Gemeindegebiet Perlachs liegenden Stadtteilen Waldperlach und Neuperlach. Die früheren Perlacher Ortsteile Michaeliburg und Fasangarten gehören heute weitgehend zu den Stadtbezirken Trudering-Riem bzw. Obergiesing-Fasangarten.

## Infrastruktur
Im Stadtbezirk befinden sich elf Grundschulen, drei Hauptschulen, zwei Förderschulen, vier Realschulen, zwei Gymnasien, eine Orientierungsstufe, zwei Berufsschulen, 43 Kindergärten, neun Kinderkrippen, 21 Kinderhorte, zwei Kindertageszentren, acht Freizeitheime, 72 Parks bzw. Grünflächen (151 Hektar), 44 Spielplätze, vier Bezirkssportanlagen, zwei Stadtteilbibliotheken, ein Hallen- und Freibad. Im Rahmen der Stadtbereichsausrichtung der Münchner Volkshochschule wurde in Neuperlach-Süd eine Außenstelle der Münchner Volkshochschule eingerichtet. An der Grenze des Stadtbezirks zu Giesing hatte bis 2011 die Hochschule für Fernsehen und Film ihren Sitz. Es gibt 75 Haltepunkte der Münchner Verkehrsgesellschaft (unter anderem fünf Haltepunkte der U- und zwei der S-Bahn innerhalb des Stadtbezirks sowie drei U- und zwei S-Bahnhöfe an den Stadtbezirksgrenzen, dazu elf Bus- bzw. Trambahnlinien). Der Bezirksausschuss besteht aus 45 Mitgliedern.

## Ramersdorf

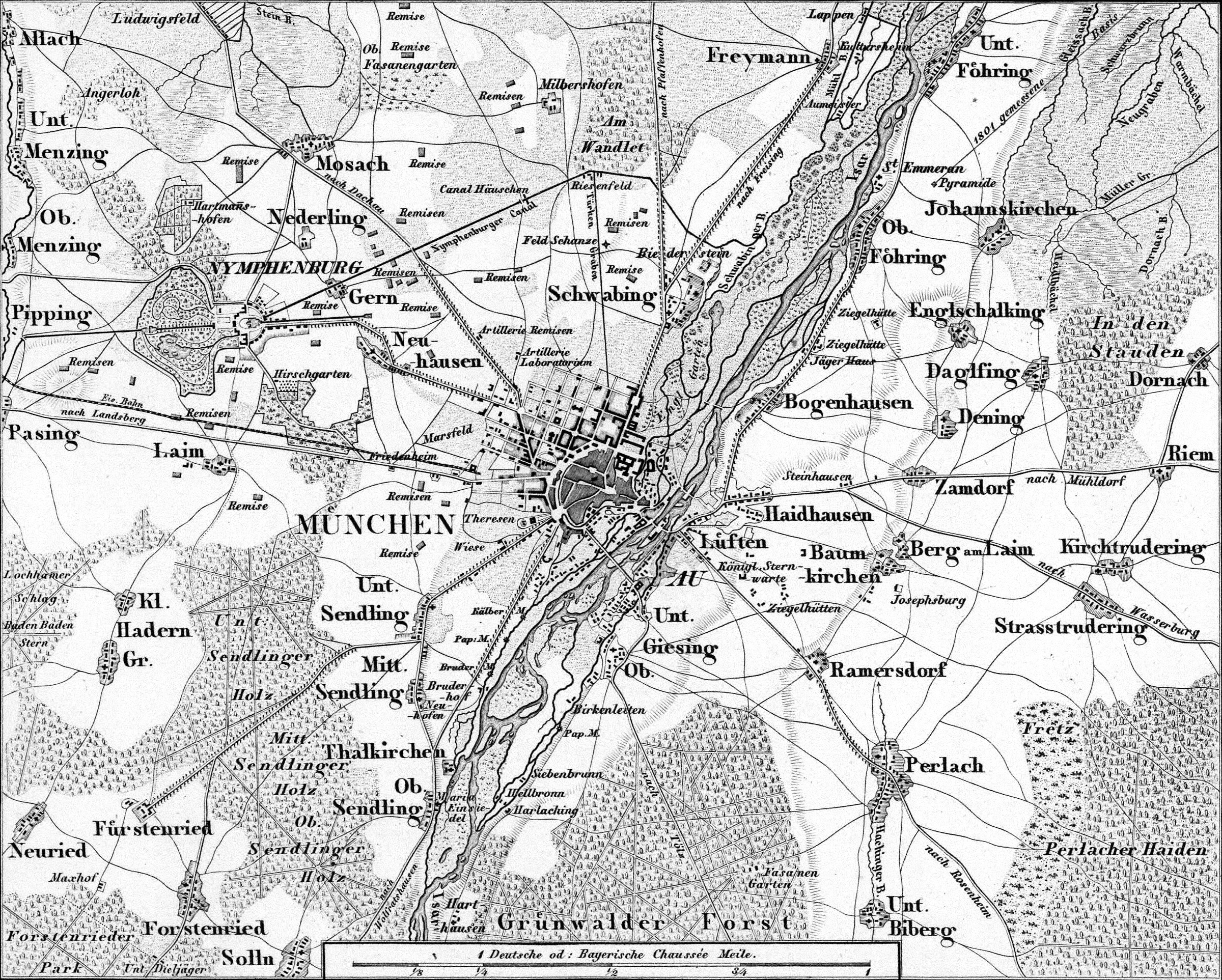
Ramersdorf und Perlach auf einer Karte von 1858

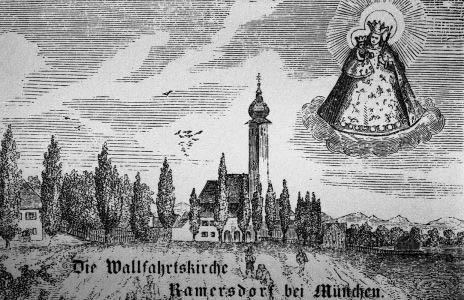
Wallfahrtskirche Maria Ramersdorf

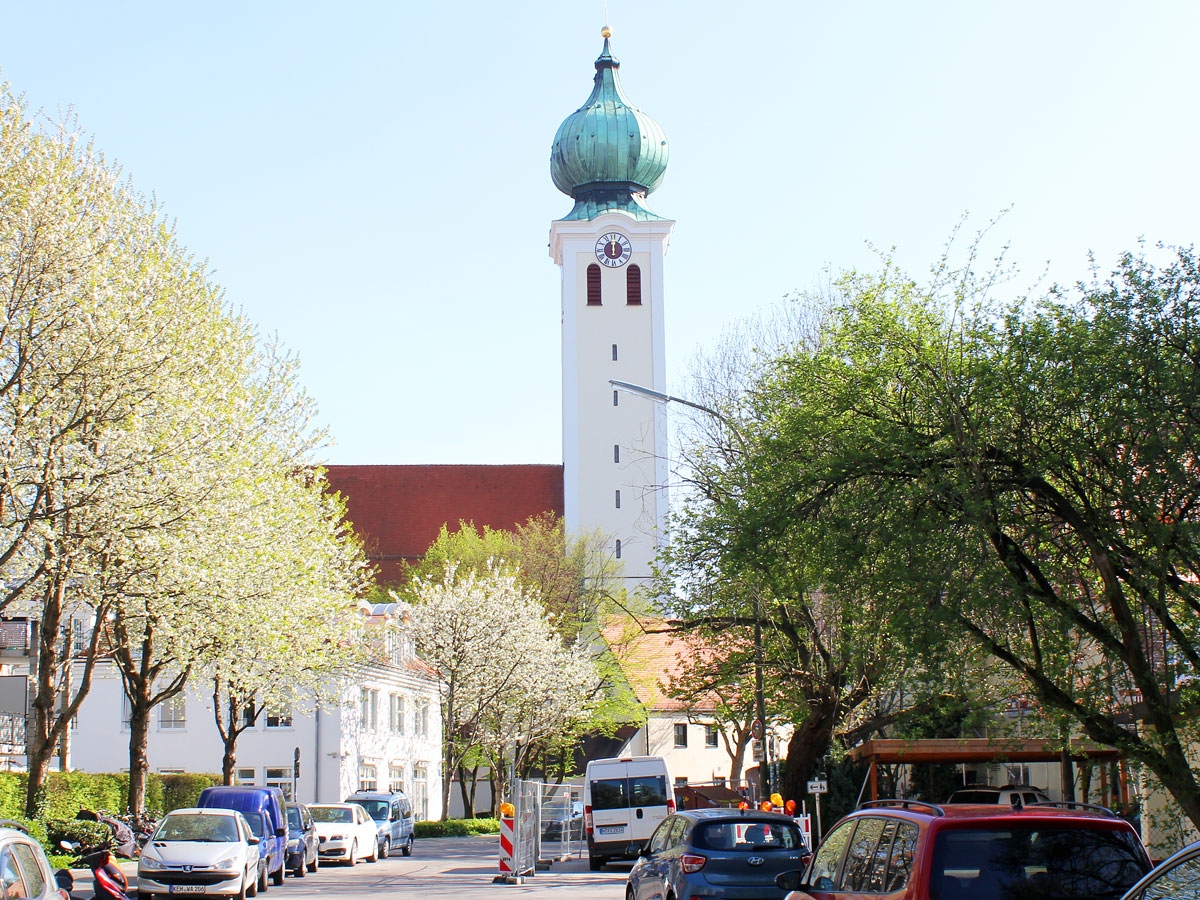
Ortskern Ramersdorf mit St. Maria Ramersdorf

Erstmals urkundlich erwähnt wurde Rumoltesdorf in den Jahren 1006 bis 1022 in einer Freisinger Urkundenabschrift. Jedoch deutet die Endung „-dorf“ darauf hin, dass bereits in der zweiten Hälfte des 9. Jahrhunderts eine Siedlung bestanden haben könnte, zumal einzelne Mitglieder der Familie Rumoltes seit dem 8. Jahrhundert urkundlich bezeugt sind. Vom 13. bis zum 16. Jahrhundert werden verschiedene Ministerialengeschlechter und Patrizierfamilien als Eigentümer der Höfe genannt; manche dieser Besitztümer wurden auch als Stiftungen der Kirche übergeben, bis sie während der Säkularisation 1803 wieder in weltlichen Besitz übergingen. Von 1818 bis zur Eingemeindung nach München 1864 war Ramersdorf eine eigene Gemeinde. Eine weitreichende Umgestaltung des Stadtteils entstand während der Herrschaft des Nationalsozialismus durch die großflächigen Straßenbauten und mit der Mustersiedlung Ramersdorf.
Die Wallfahrtskirche Maria Ramersdorf markiert den alten Ortskern, der mittlerweile ziemlich eingezwängt zwischen dem Mittleren Ring und der Zufahrt zur Autobahn München-Salzburg liegt. Urkundlich fassbar ist die Ramersdorfer Kirche seit Beginn des 11. Jahrhunderts, und sie dürfte neben Altötting eine der ältesten Wallfahrtsstätten Bayerns sein. Die Wallfahrten zum Marienbild dürften Anfang des 14. Jahrhunderts angefangen haben, in diesem Jahrhundert gelangte auch ein Kreuzpartikel in den Besitz der Kirche. Im 15. und 16. Jahrhundert wurde die Kirche neu gebaut und im 17. Jahrhundert erfolgten umfangreiche Barockisierungen. Der heutige Turm stammt vom Ende des 18. Jahrhunderts. Anfang des 19. Jahrhunderts wurden viele Votivtafeln und andere Darstellungen, die einem überschwänglichen Heiligenkult huldigten, „im Namen der Aufklärung“ abgebrochen. Nach der Gründung einer eigenen Pfarrei 1907 (Maria Ramersdorf war bis dahin Filialkirche von St. Michael Perlach) wurden umfangreiche Restaurierungen unternommen, die aber gleichzeitig zur Entdeckung älterer Bestandteile der Kirche, etwa aus der Gotik, führten.
Würdigung: „Sowohl die Überlieferungen zur Bau- und Wallfahrtsgeschichte als auch die qualitätvollen Ausstattungsstücke, darunter der kostbar gefasste Kreuzpartikel sowie das Ramersdorfer Gnadenbild und nicht zuletzt der dem Erasmus Grasser zugeschriebene spätgotische Schnitzaltar, belegen den hohen kunst- und kulturhistorischen Stellenwert der Ramersdorfer Kirche.“ (Karin Hösch)
Aufgrund der Urkundenlage wurde 2005 von mehreren Stadtteil-Initiativen und -Organisationen beschlossen, im Jahr 2006 die Tausendjahrfeier Ramersdorfs stattfinden zu lassen.

### Balanstraße West
Westlich von Ramersdorf bzw. Altperlach liegt der Bezirksteil Balanstraße West, der auch Ramersdorf-Süd oder Nußdorf genannt wird. Allerdings sind alle diese Namen nicht sehr verbreitet. Im Westen und Süden wird dieser Bezirksteil durch die Trasse der S-Bahnlinie nach Kreuzstraße begrenzt. In der Ständlerstraße befindet sich das MVG Museum der Münchner Verkehrsgesellschaft.

## Perlach

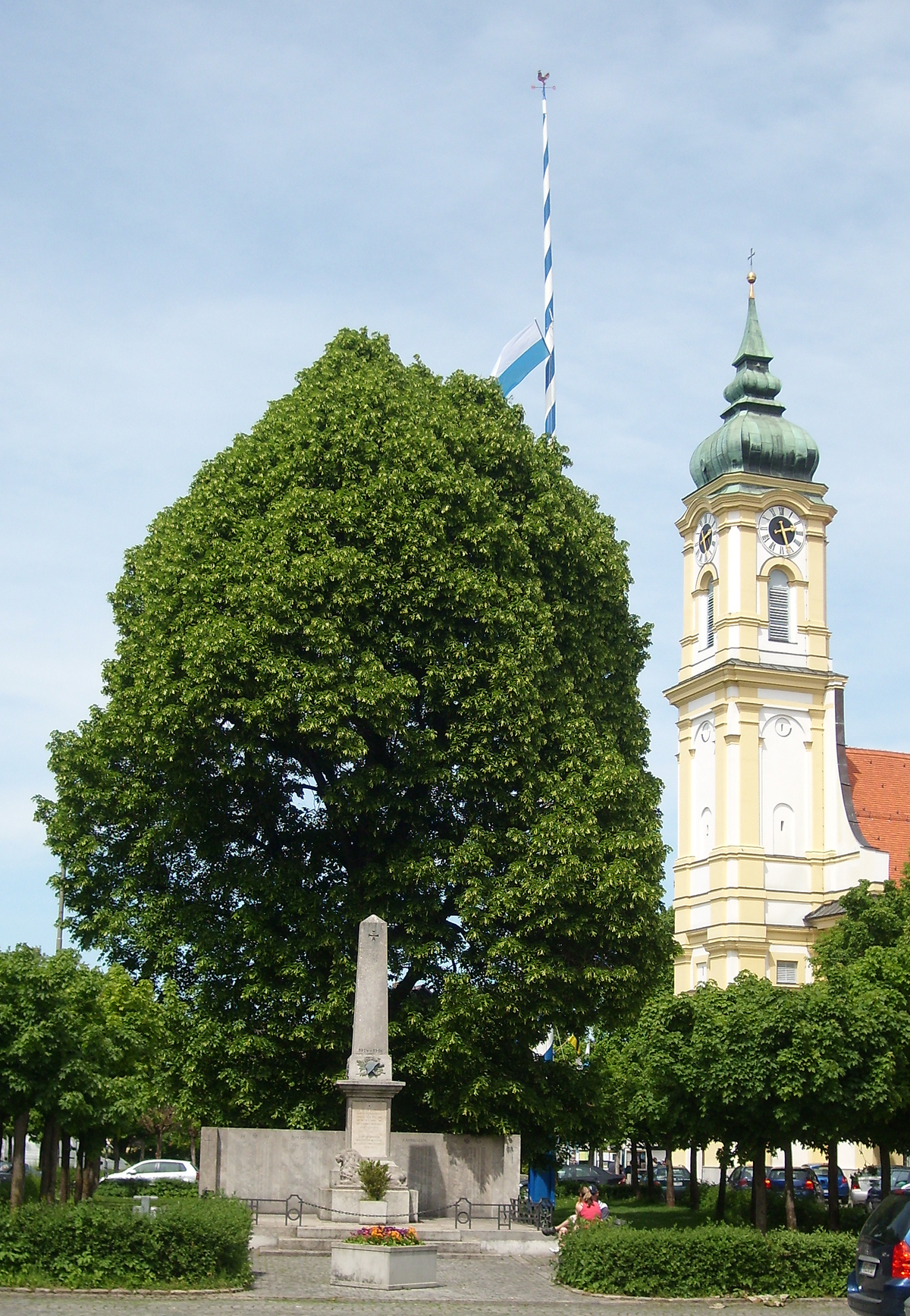
St. Michael am Pfanzeltplatz in Altperlach mit Kriegerdenkmal (2012)

Erste urkundliche Erwähnung um 790 als peralohc (pera = Bär, loh = lichter Wald). Der alte Ortsmittelpunkt, das ehemalige Unterdorf, das im Kern seinen dörflichen Charakter bewahren konnte, ist der vom Hachinger Bach durchflossene Pfanzeltplatz mit der barocken Pfarrkirche St. Michael (seit 1728 anstelle eines romanischen Vorgängerbaus errichtet). Im südlich anschließenden ehemaligen Oberdorf steht seit 1849 die evangelische Kirche St. Paulus, heute der älteste erhaltene protestantische Kirchenbau Münchens.
Vor der Errichtung der eigenständigen Gemeinde im Jahr 1818 war Perlach unter verschiedenen Grundherren aufgeteilt: Besitzungen hatten hier zunächst die Bischöfe von Freising, die Klöster Tegernsee und Schäftlarn, ab dem 13. Jahrhundert auch die bayerischen Herzöge. Zwischen 1686 und 1790 wurden vier Anwesen in Perlach zu Edelsitzen, so genannten Hofmarken, erhoben und mit der niederen Gerichtsbarkeit ausgestattet:
- Perlachwart (Ottobrunner Straße 142/144, abgebrochen 1967)
- Perlachort (Schmidbauerstraße, Teil der Kreisklinik Perlach)
- Perlachsoed (Schloss Perlachsoed, Fasangartenstraße 3)

Bauherr von Schloss Perlachsoed war 1697 Johann Sebald Neusönner, Statthalter von Kurfürst Max Emmanuel von Bayern
- Perlacheck (Putzbrunner Straße 3)

Die Hofmark Perlachseck war der Jugendaufenthalt des Physikers Carl August von Steinheil.
Auf dem Perlacher Gemeindegebiet entwickelten sich im 20. Jahrhundert die Ortsteile Michaeliburg (heute Teil des Stadtbezirks 15 Trudering-Riem) und Fasangarten (heute zum Stadtbezirk 17 Obergiesing gehörend). Pläne für eine südwestlich des alten Ortes im Perlacher Forst projektierte Gartenstadt Perlach, die der Jugendstil-Architekt Hans Eduard von Berlepsch-Valendas 1910 vorlegte, wurden nicht realisiert. Auf der östlich von Perlach gelegenen ehemaligen Perlacher Haid entstand ab 1967 der Stadtteil Neuperlach. Am 1. Januar 1930 wurde Perlach nach München eingemeindet.

### Grundschule am Pfanzeltplatz

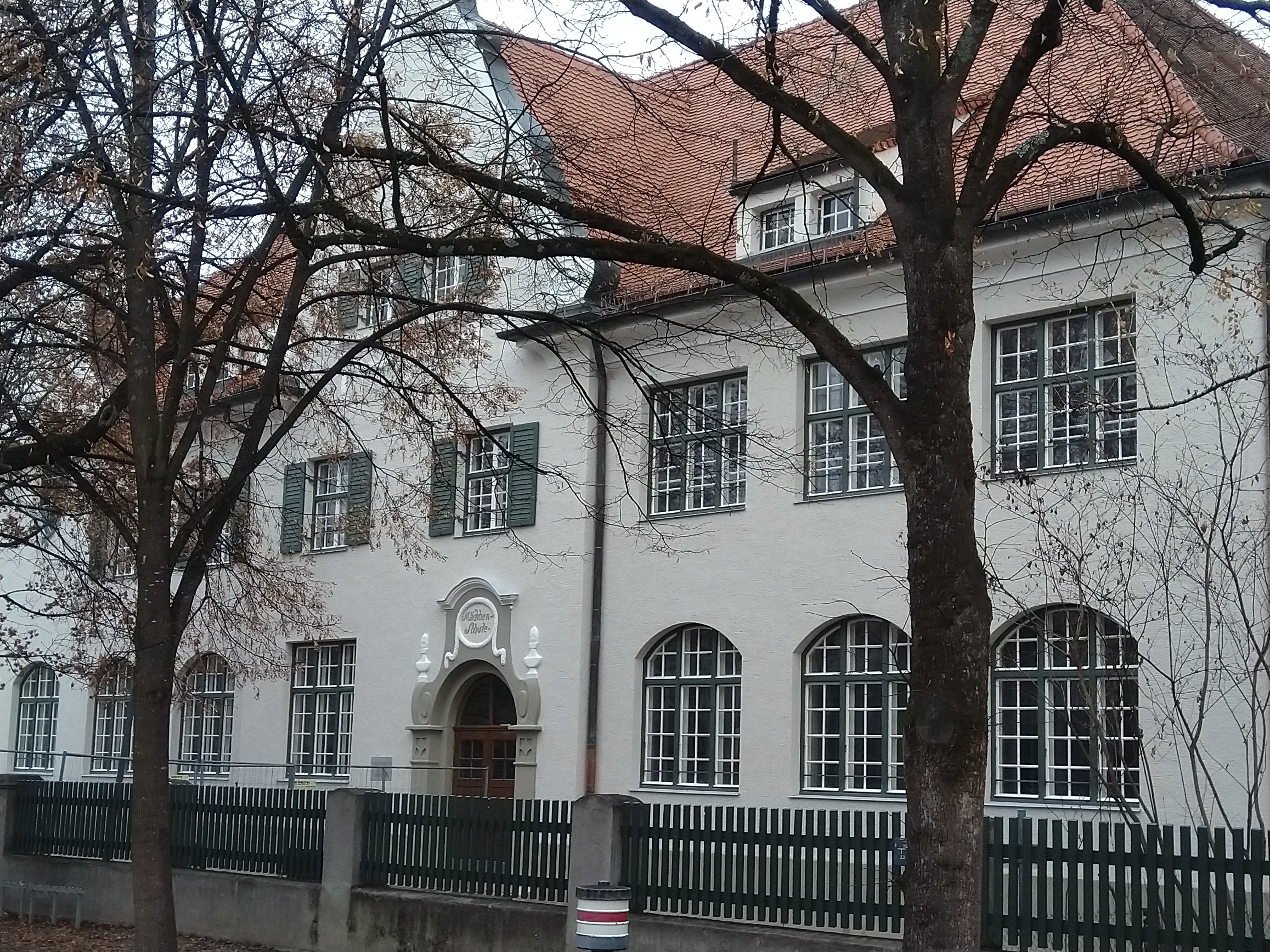
Ehemalige Mädchenschule und heutige Grundschule am Pfanzeltplatz in Perlach

Am Pfanzeltplatz befindet sich die 1910 von Martin Pfanzelt errichtete und zunächst von den Dillinger Franziskanerinnen geleitete Mädchengrundschule. Das heutige Hauptgebäude der Grundschule am Pfanzeltplatz wird auch von Jungen genutzt. Adelmunda Brandl, Oberin des Perlacher Konvents der Dillinger Franziskanerinnen, übergab die Schule 1971 oder 1973 an den auch als Heimatforscher aktiv gewesenen neuen Rektor Adolf Hackenberg (* 17. Dezember 1921; † 17. Juni 2009). 1991 wurde das etwa 200 Meter nordwestlich von der Schule befindliche vormalige Bäckergaßl zu Ehren der Ordensschwester in Schwester-Adelmunda-Weg umbenannt. Um auch Adolf Hackenberg zu Ehren, wurde am 7. Mai 2015 die etwa einen Kilometer westlich vom Pfanzeltplatz entfernte Adolf-Hackenberg-Straße nach ihm benannt.

### Fasangarten
Der Name rührt von einem ehemaligen Forsthaus bei Perlach her, dem seit Beginn des 18. Jahrhunderts bis ins Jahr 1805 eine Fasanenzucht angegliedert war. In den 1920er Jahren entstand hier eine zunächst wilde Siedlung, die am 1. Oktober 1937 nach München umgegliedert wurde. Der überwiegende Teil von Fasangarten gehört heute zum Münchner Stadtbezirk 17 (Obergiesing).

### Michaeliburg
Die Michaeliburg ist benannt nach dem ersten Siedler, Michael Obermeyer, dessen 1898 errichtetes Wirtshaus aufgrund seines Turmes einen burgähnlichen Charakter hatte, seit Sommer 2009 ist es jedoch abgerissen.
Die hier zu Beginn des 20. Jahrhunderts entstandene Siedlung lag zum Teil auf Perlacher, zum Teil auf Truderinger Gemeindegebiet und wurde am 1. Januar 1930 bzw. am 1. April 1932 nach München eingemeindet. Der überwiegende Teil Michaeliburgs gehört heute zum Münchner Stadtbezirk 15 (Trudering-Riem).

### Waldperlach

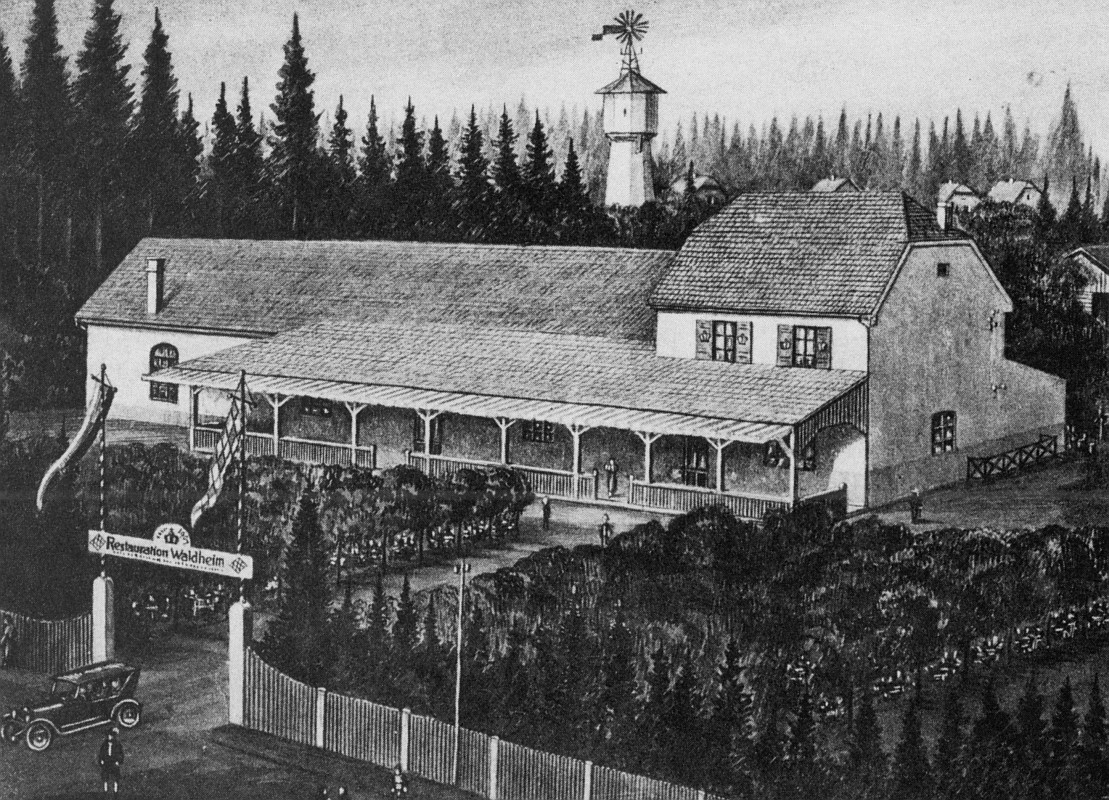
Das Leiberheim in München-Waldperlach. Ansicht um 1920

Waldperlach bildet städtebaulich mit Neubiberg (Ortsteil Neubiberg), Ottobrunn, der Waldkolonie von Putzbrunn und Riemerling (Hohenbrunn) eine quasi geschlossene Siedlung mit sehr ähnlicher Siedlungsstruktur einer so genannten Gartenstadt oder Waldkolonie.
Rund um das im Jahr 1910 errichtete und im Juni 1911 eingeweihte Wald- bzw. Leiberheim der Angehörigen des Infanterie-Leibregiments entstand ab 1911 eine Siedlung. Schon 1912 bemühten sich deren Bewohner um die Erteilung des Ortsnamens Wald-Perlach, ein entsprechender Antrag wurde aber 1920 vom Perlacher Gemeinderat einstimmig abgelehnt. Erst im Jahr 1928 genehmigte das bayerische Innenministerium die neue Bezeichnung für die damals bereits rund 700 Einwohner zählende Waldkolonie. Waldperlach hat eine Grundschule (Gänselieselschule, eingeweiht im Mai 1952), eine römisch-katholische Kirche (St. Bruder Klaus), eine evangelische Kirche (Jubilatekirche, der im Ersten Weltkrieg von den Siedlern errichtete Wasserturm wurde in einen Glockenturm umgestaltet), eine Freiwillige Feuerwehr (Neubau des Feuerwehrhauses im Jahr 2006) und zwei Sportvereine, den SV Waldperlach (SVW) und den EC Waldperlach (ECW). In dem Vorort Waldperlach lebte der Kabarettist und Schauspieler Dieter Hildebrandt.

### Neuperlach

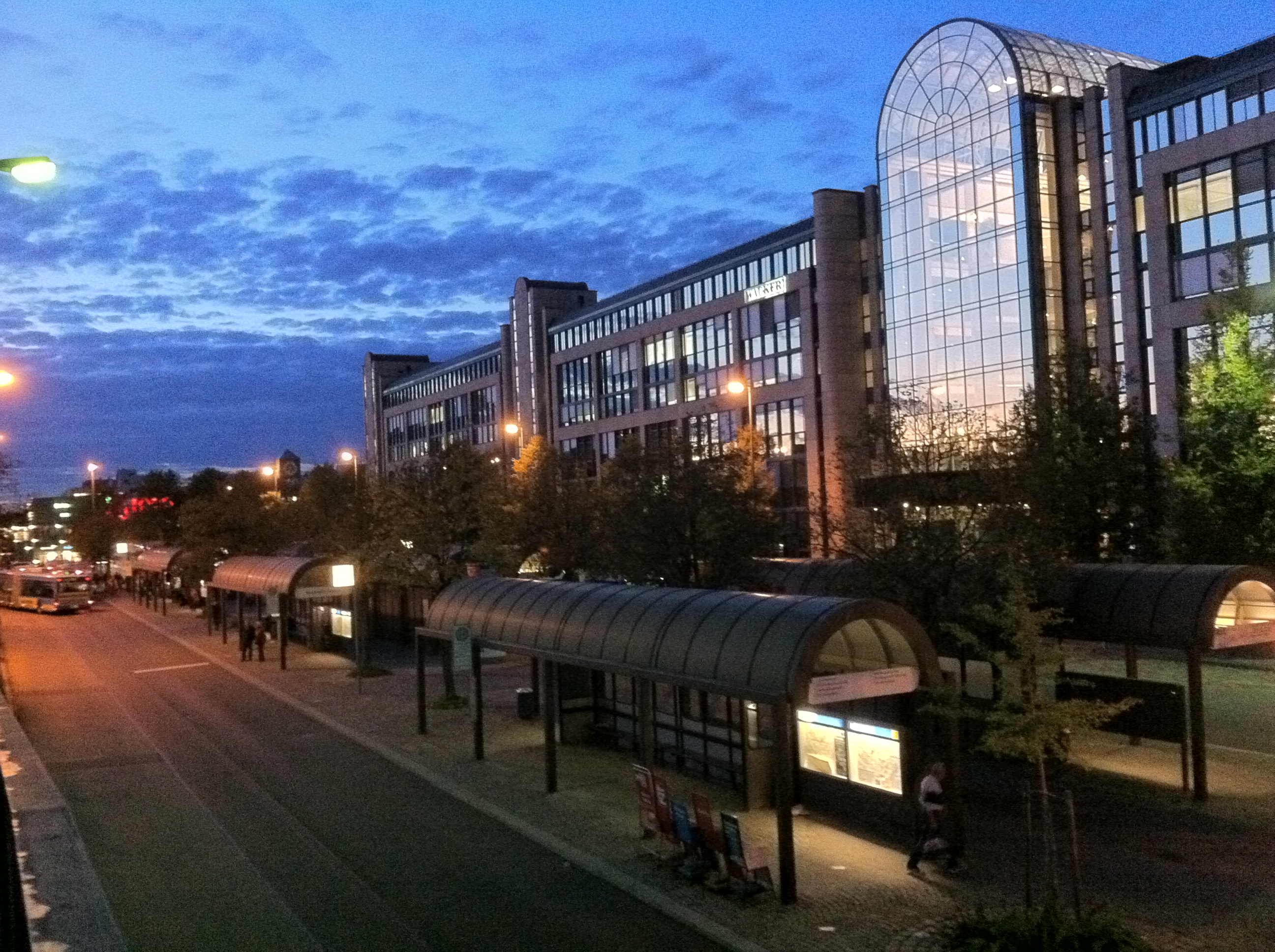
Neuperlach-Zentrum

Zur Linderung der Wohnungsnot, der sich die in den 1950er Jahren rapide wachsende Stadt München gegenübersah, beschloss der Münchner Stadtrat 1960 die Errichtung von Entlastungsstädten, deren erste im Bereich der Gemarkung Perlach entstehen und Wohnraum für 80.000 Einwohner bieten sollte. Mit (heute) ca. 55.000 Einwohnern ist Neuperlach die größte westdeutsche Satellitenstadt. Ihre drei ersten Bauabschnitte (Nord, Nordost, Ost) wurden nach der Grundsteinlegung im Mai 1967 in rascher Folge realisiert; das Zentrum entstand weitgehend zwischen 1974 und 1978. Der zentrale Platz ist bis heute ein Torso. Der Abschnitt Süd folgte von 1980 bis 1991.

## Ostpark

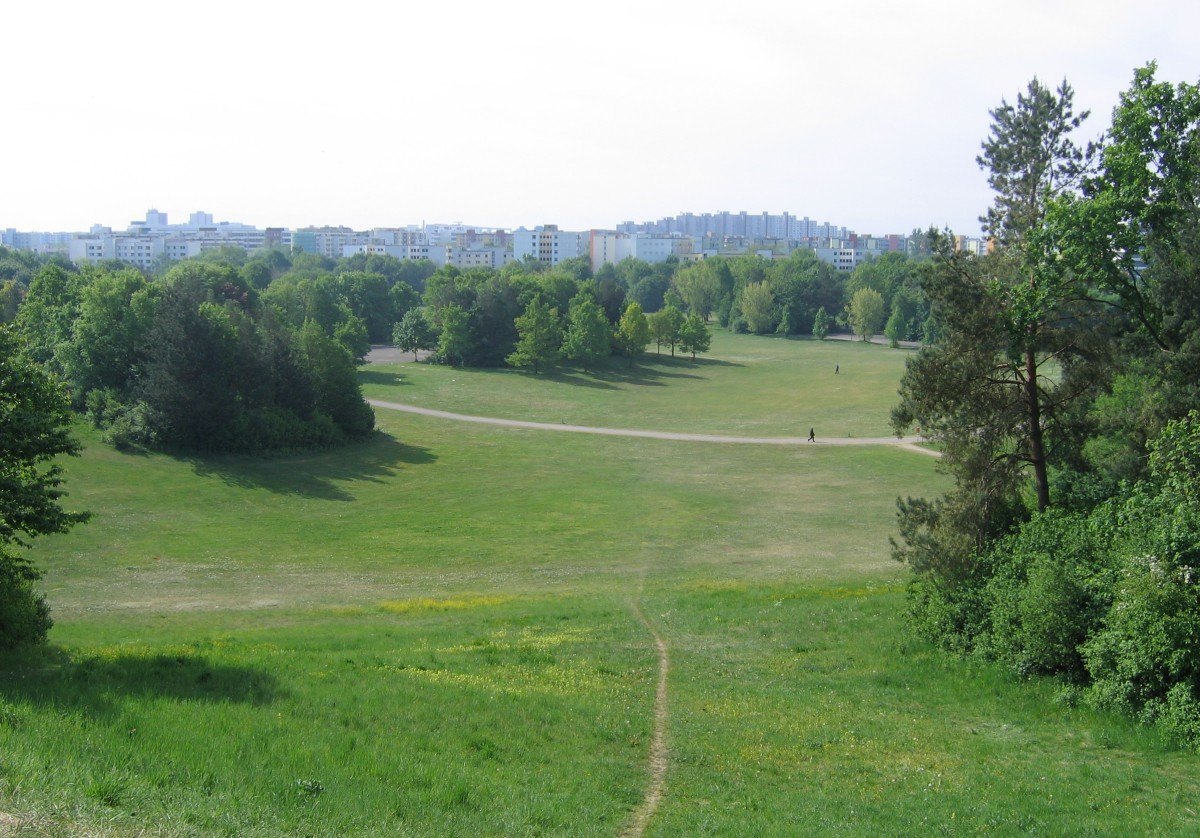
Ostpark

Der Ostpark ist eine Parkanlage im Nordwesten des Stadtteils Neuperlach. 1969 begannen die Bauarbeiten für einen ersten Abschnitt von 15,75 Hektar, der 1975 fertiggestellt wurde. 1979 wurde der zweite Abschnitt der Öffentlichkeit übergeben, 1982 der Ostpark in seiner gesamten Fläche von 56 Hektar offiziell eröffnet. Der Ostpark grenzt im Norden unter anderem an das Michaelibad.

## Baudenkmäler
- Liste der Baudenkmäler in München/Perlach
- Liste der Baudenkmäler in München/Ramersdorf

## Politik
- Linke: 1
- SPD: 12
- Grüne: 13
- FW/ÖDP: 3
- FDP: 1
- CSU: 14
- AfD: 1

Der Bezirksausschuss von Ramersdorf-Perlach wurde zuletzt am 15. März 2020 gewählt. Die Sitzverteilung lautete bei der Wahl am 15. März 2020 wie folgt: CSU 14, Grüne 13, SPD 12, FW/ÖDP 3, FDP 1, DIE LINKE 1 sowie AfD 1. Von den 76.965 stimmberechtigten Einwohnern in Ramersdorf-Perlach haben 32.748 von ihrem Wahlrecht Gebrauch gemacht, womit die Wahlbeteiligung bei 42,5 Prozent lag.
Bei der Landtagswahl 2018 wurden im Stimmkreis München-Ramersdorf die Abgeordneten Markus Blume (CSU), Susanne Kurz (Grüne) und Markus Rinderspacher (SPD) in das Parlament gewählt.

## Statistik
(Stand jeweils am 31. Dezember, Einwohner mit Hauptwohnsitz)
| Jahr | Einwohner | davon Ausländer | Einwohner je km² |
| ---- | --------- | --------------- | ---------------- |
| 2000 | 100.002   | 25.607 (25,6 %) | 5.027            |
| 2001 | 100.387   | 25.868 (25,8 %) | 5.046            |
| 2002 | 100.129   | 25.939 (25,9 %) | 5.033            |
| 2003 | 100.724   | 26.330 (26,1 %) | 5.062            |
| 2004 | 100.845   | 26.613 (26,4 %) | 5.068            |
| 2005 | 100.820   | 27.367 (26,9 %) | 5.067            |
| 2006 | 102.689   | 27.689 (27,0 %) | 5.160            |
| 2007 | 103.447   | 28.005 (27,1 %) | 5.198            |
| 2008 | 104.089   | 28.602 (27,5 %) | 5.232            |
| 2009 | 103.732   | 28.340 (27,3 %) | 5.214            |
| 2010 | 104.737   | 29.308 (28,0 %) | 5.264            |
| 2011 | 105.900   | 30.494 (28,8 %) | 5.323            |
| 2012 | 107.164   | 31.778 (29,7 %) | 5.386            |
| 2013 | 108.244   | 32.946 (30,4 %) | 5.441            |
| 2014 | 110.099   | 34.699 (31,5 %) | 5.534            |
| 2015 | 112.371   | 36.798 (32,7 %) | 5.648            |
| 2016 | 113.898   | 38.102 (33,5 %) | 5.725            |
| 2017 | 114.478   | 38.097 (33,3 %) | 5.754            |
| 2018 | 116.327   | 39.425 (33,9 %) | 5.847            |
| 2019 | 117.918   | 40.543 (34,4 %) | 5.927            |
| 2020 | 118.147   | 40.701 (34,4 %) | 5.938            |
| 2021 | 118.010   | 41.067 (34,8 %) | 5.931            |
| 2022 | 119.572   | 42.875 (35,9 %) | 6.010            |
| 2023 | 120.085   | 43.129 (35,9 %) | 6.035            |
| 2024 | 120.776   | 44.089 (36,5 %) | 6.070            |

Quelle mit weiteren Daten

## Personen
- Karl Maria Harrer, katholischer Priester und Schriftsteller (* 9. November 1926 in Ruhpolding; † 17 Juni 2013 in Altötting) war von 1963 bis 1996 Pfarrer in Waldperlach.
- Peter M. Bode (1937–2019), Architekturkritiker, Journalist und Autor, lebte in Waldperlach
- Judith Williams (* 1971), deutschamerikanische Unternehmerin, Fernsehmoderatorin und Opernsängerin, wurde hier geboren.

## Galerie

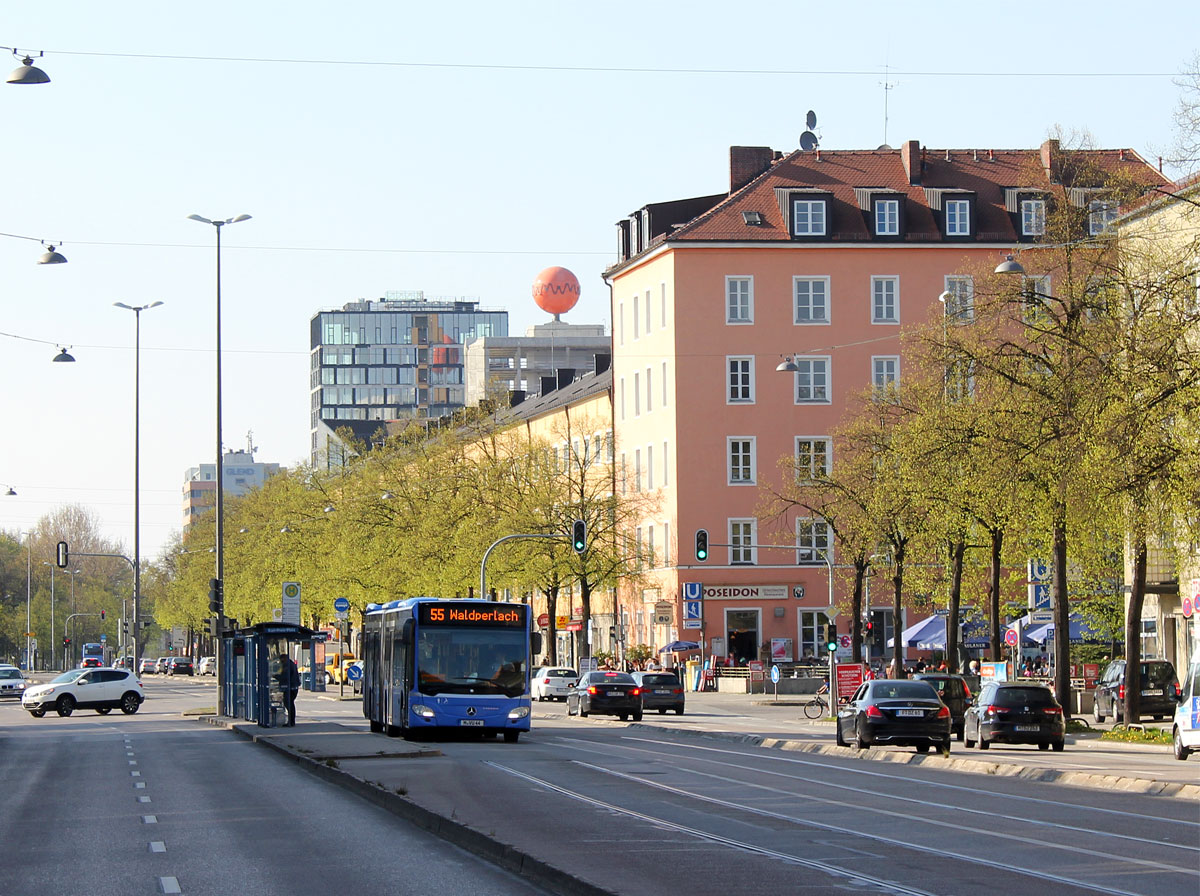
Karl-Preis-Platz, Blick auf die Rosenheimer Straße stadteinwärts
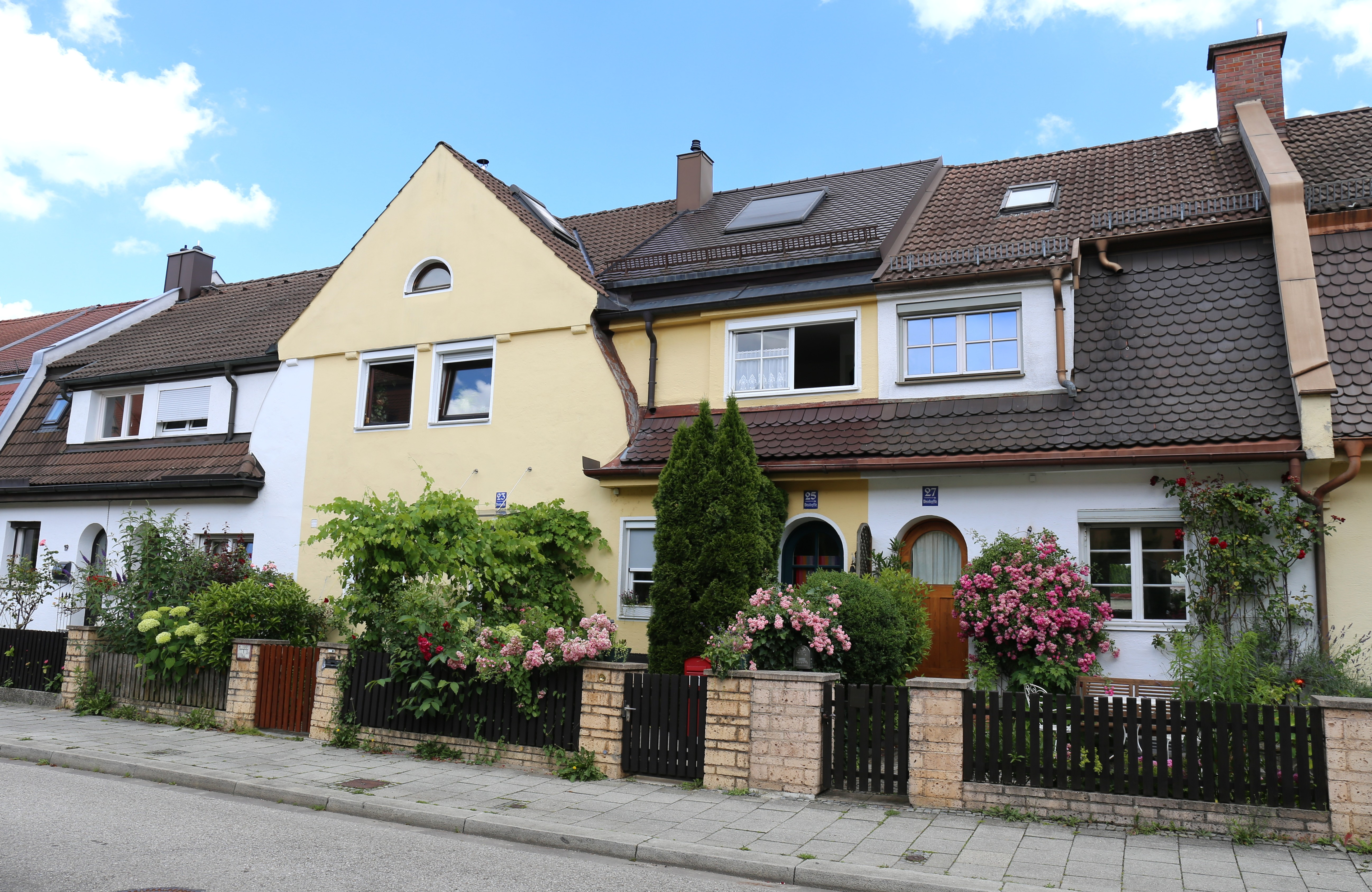
Wohnen in Ramersdorf: Weiskopfstraße
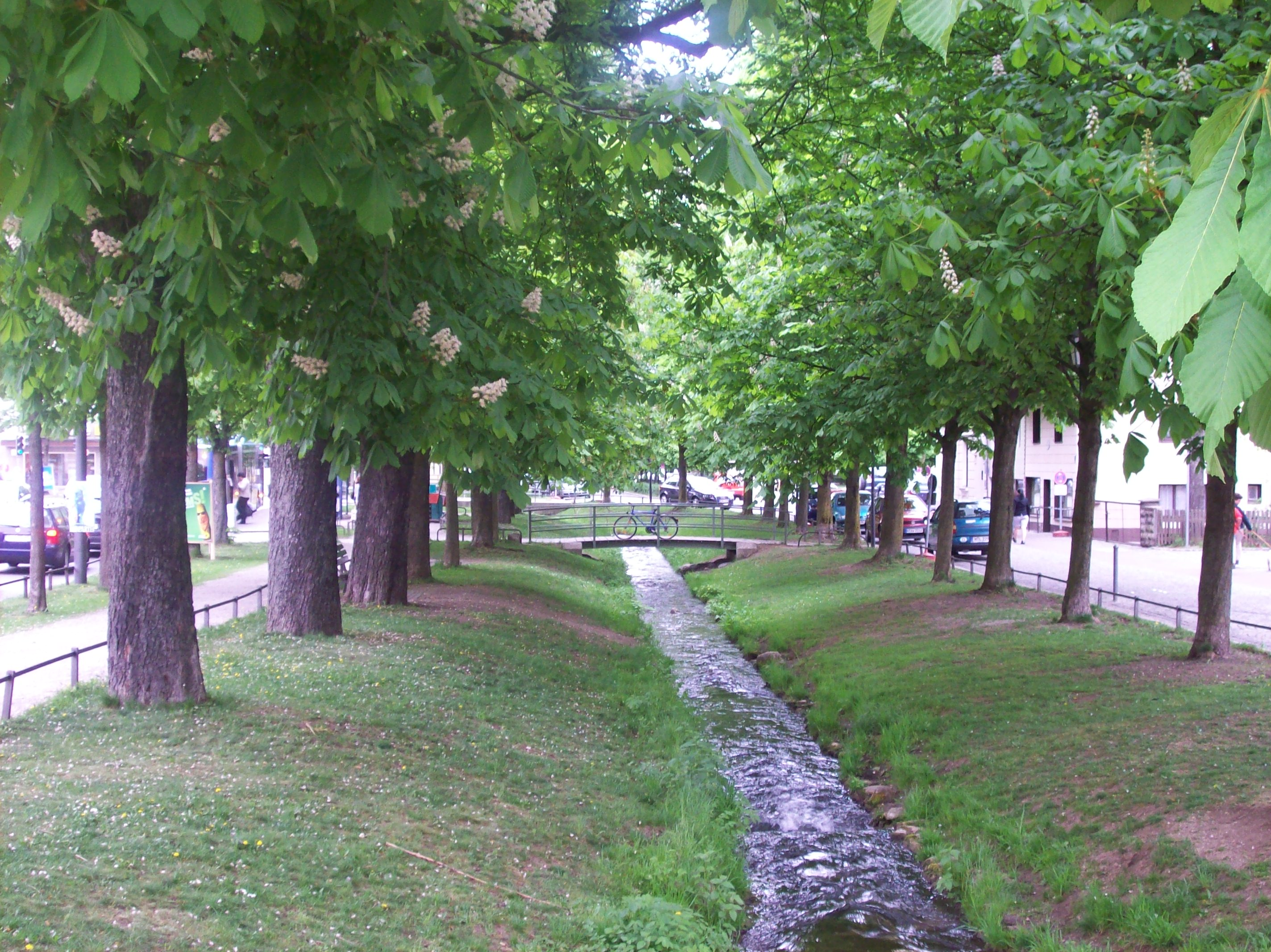
Perlach: Pfanzeltplatz mit Hachinger Bach
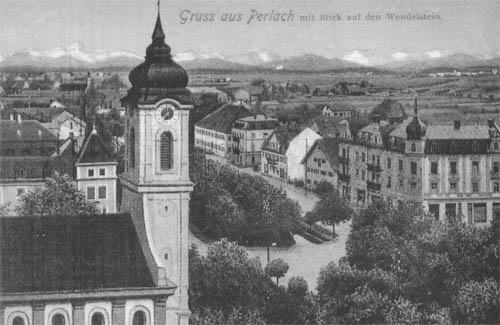
Blick über die Pfarrkirche St. Michael auf den Pfanzeltplatz in Perlach, Postkarte, um 1910
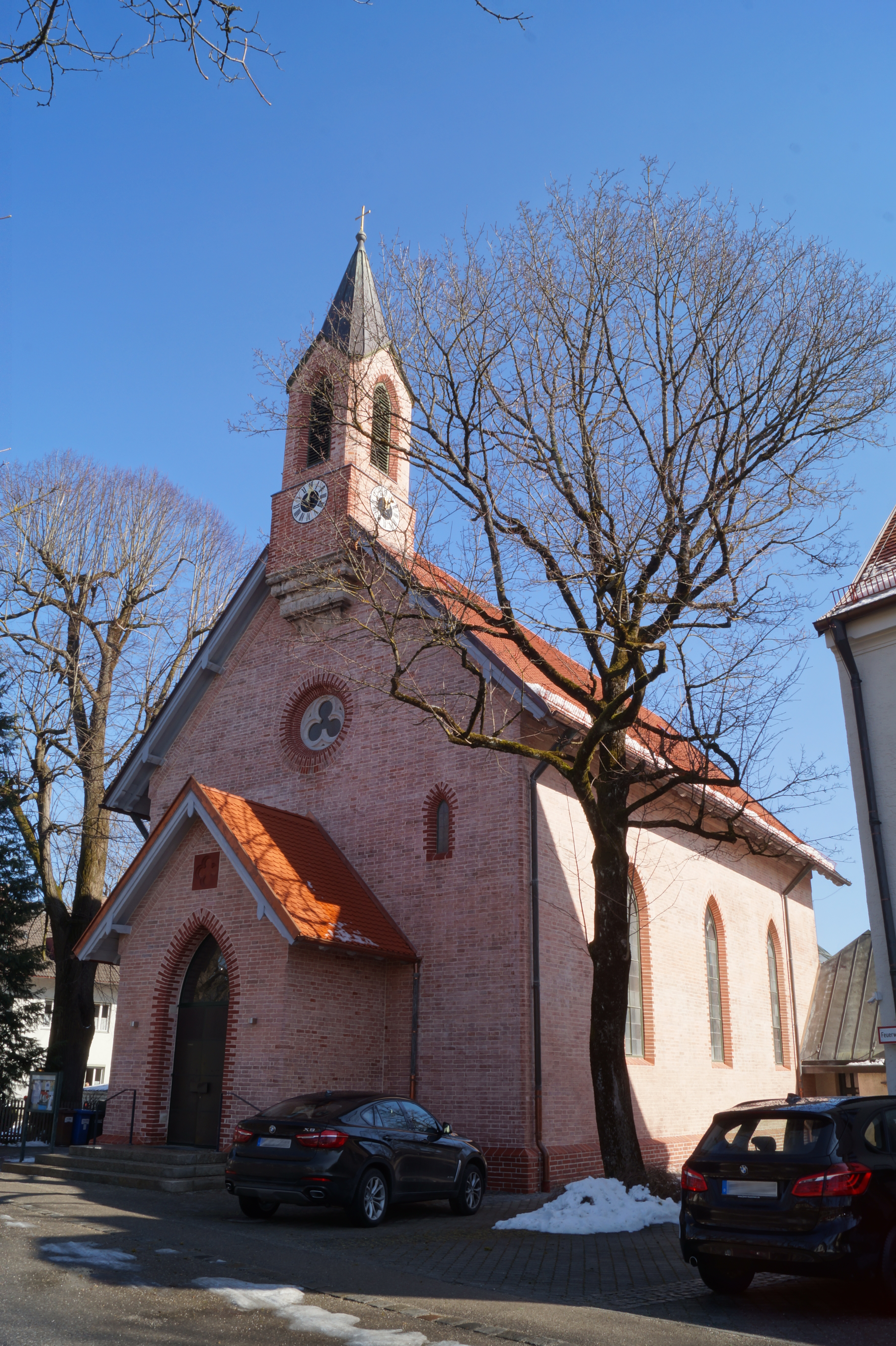
Perlach: protestantische St.-Paulus-Kirche (Georg Friedrich Ziebland 1849)
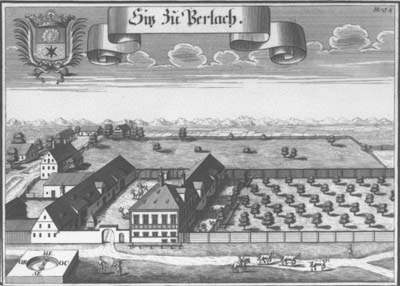
Sitz zu Perlach (Schloss Perlachsoed), Kupferstich von Michael Wening (1701)
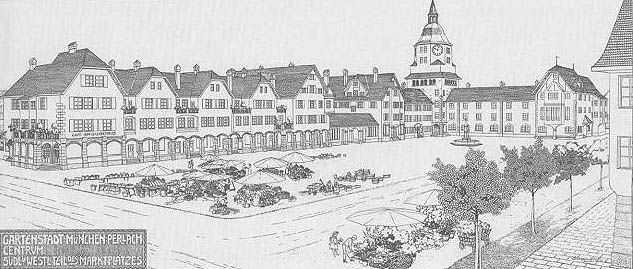
Zentraler Platz der geplanten Gartenstadt Perlach. Hans Eduard von Berlepsch-Valendas, 1910
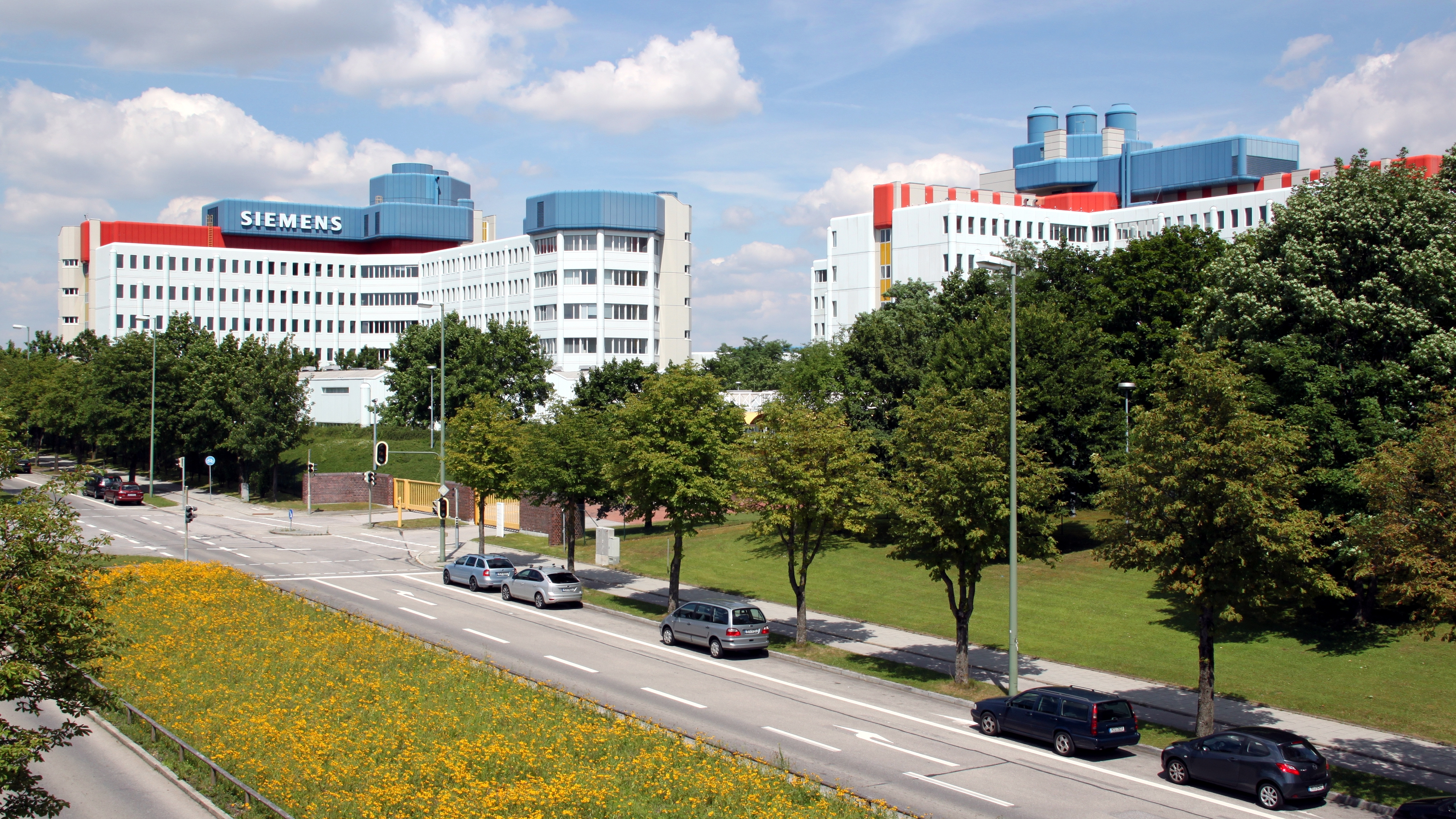
Neuperlach-Süd: Siemens-Gelände, Nahe S-Bahn Station
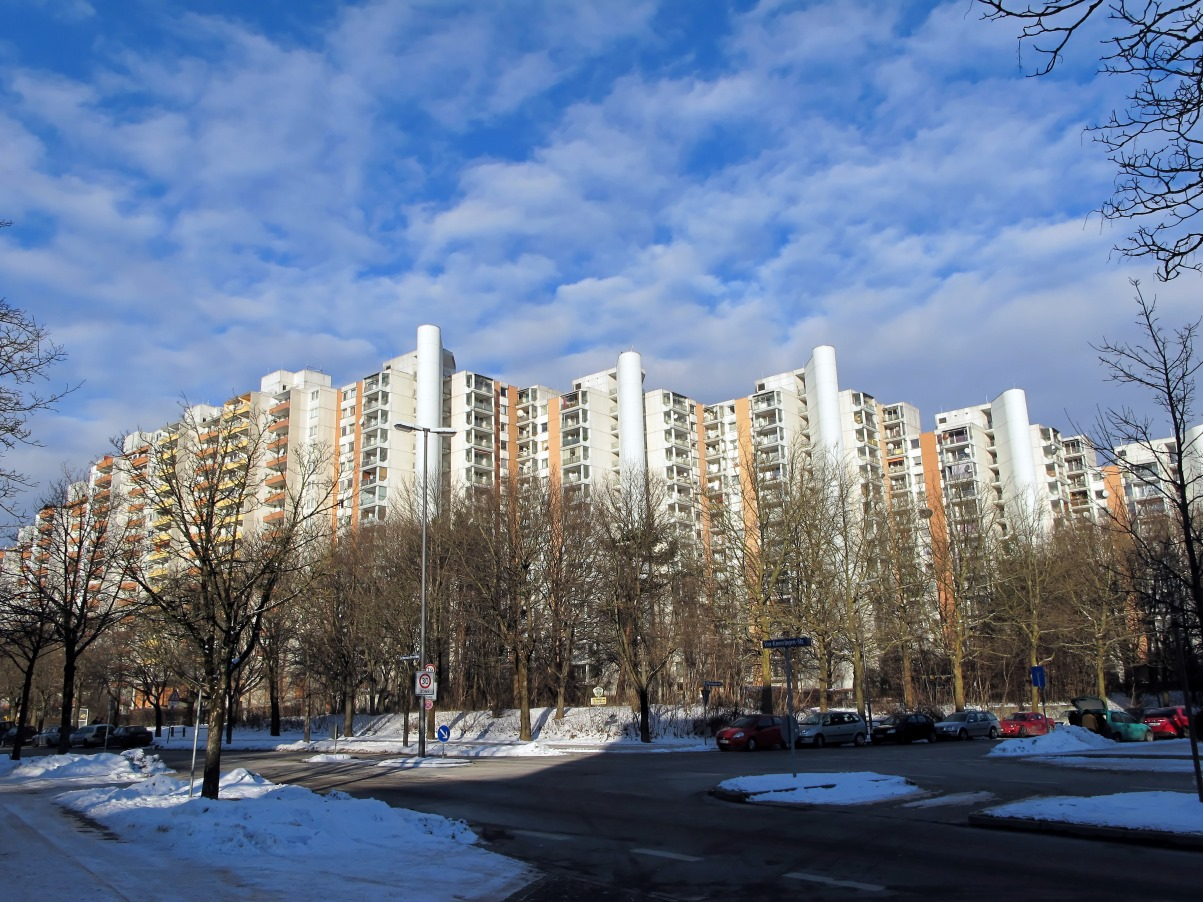
Neuperlach: südlicher Wohnring am Schumacherring
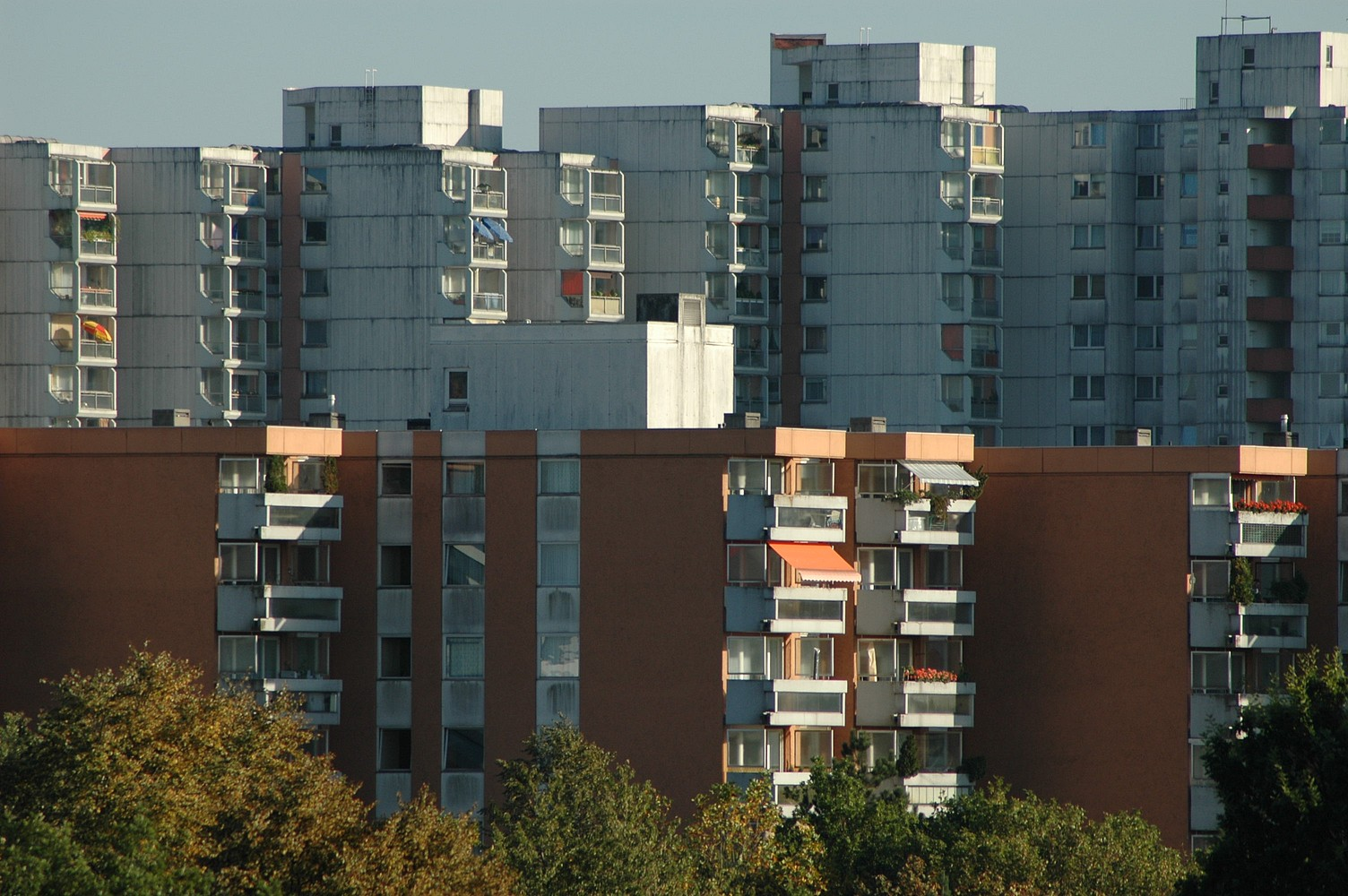
Neuperlach
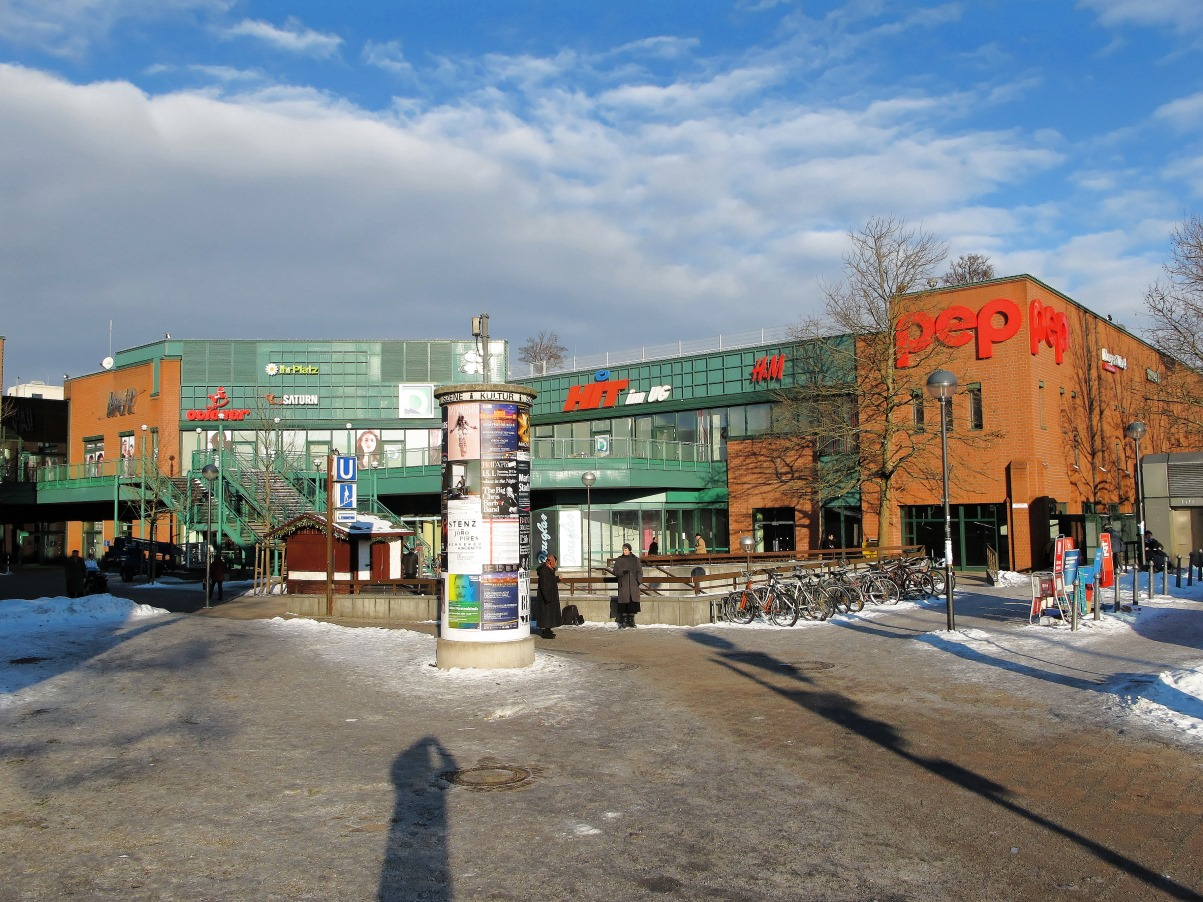
Perlacher Einkaufs Passagen „pep“